# 20830 Луяцзя
20830 Луяцзя (20830 Luyajia) — астероїд головного поясу, відкритий 24 жовтня 2000 року.
Тіссеранів параметр щодо Юпітера — 3,274.